# Allobaccha pallida
Allobaccha pallida är en tvåvingeart som först beskrevs av de Meijere 1908.  Allobaccha pallida ingår i släktet Allobaccha och familjen blomflugor. Inga underarter finns listade i Catalogue of Life.